# Vîsoki Bairakî, Kirovohrad
Vîsoki Bairakî (în ucraineană Високі Байраки) este localitatea de reședință a comunei Vîsoki Bairakî din raionul Kirovohrad, regiunea Kirovohrad, Ucraina.

## Demografie
Componența lingvistică a localității Vîsoki Bairakî
     Ucraineană (95,8%)
     Rusă (3,09%)
     Alte limbi (1,1%)
Conform recensământului din 2001, majoritatea populației localității Vîsoki Bairakî era vorbitoare de ucraineană (95,8%), existând în minoritate și vorbitori de rusă (3,09%).